# Tabulka vektorů přerušení
Tabulka vektorů přerušení je datová struktura, ve které se na architektuře x86 uchovávají vektory přerušení.

## Výpis starší tabulky vektoru přerušení
Vysvětlivky:
| Kódové označení | Význam                       |
| --------------- | ---------------------------- |
| A               | Adresa                       |
| D               | Přerušení DOSu               |
| B               | Přerušení BIOSu              |
| R               | Rezervováno                  |
| X               | Externí, ale běžně používané |

Vektory:
| Kód | Číslo přerušení | Popis                                                      | Podružný význam                |
| --- | --------------- | ---------------------------------------------------------- | ------------------------------ |
| B   | INT 00H         | Dělení nulou                                               | ---                            |
| B   | INT 01H         | Krokování                                                  | ---                            |
| B   | INT 02H         | Nemaskovatelné přerušení                                   | ---                            |
| B   | INT 03H         | Bod přerušení (breakpoint)                                 | ---                            |
| B   | INT 04H         | Přetečení                                                  | ---                            |
| B   | INT 05H         | Tisk obrazovky                                             | ---                            |
| B   | INT 06H         | Nesprávný operační kód                                     | ---                            |
| B   | INT 07H         | Není koprocesor                                            | ---                            |
| B   | INT 08H IRQ0    | Přerušení od časovače                                      | ---                            |
| B   | INT 09H IRQ1    | Přerušení od klávesnice                                    | ---                            |
|     | INT 0aH IRQ2    | EGA vertikální zpětný běh                                  | kaskádové přerušení druhé 8259 |
|     | INT 0bH IRQ3    | COM2                                                       | ---                            |
|     | INT 0cH IRQ4    | COM1                                                       | ---                            |
|     | INT 0dH IRQ5    | Přerušení harddisku                                        | Přerušení tiskárny             |
| B   | INT 0eH IRQ6    | Přerušení řadiče disket                                    | ---                            |
|     | INT 0fH IRQ7    | Přerušení tiskárny                                         | ---                            |
| B   | INT 10H         | Služby obrazovky                                           | ---                            |
|     | INT 11H         | Seznam vybavení                                            | ---                            |
|     | INT 12H         | Velikost volné paměti                                      | ---                            |
| B   | INT 13H         | Diskové vstupně-výstupní operace                           | ---                            |
| B   | INT 14H         | Vstupně-výstupní operace přes porty asynchronních adaptérů | ---                            |
|     | INT 15H         | Rozšířené služby AT                                        | ---                            |
|     | INT 16H         | Vstupně-výstupní operace klávesnice                        | ---                            |
|     | INT 17H         | Vstupně-výstupní operace tiskárny                          | ---                            |
|     | INT 18H         | ROM-BASIC                                                  | ---                            |
|     | INT 19H         | Zavaděč operačního systému                                 | ---                            |
|     | INT 1aH         | Časovač a hodiny reálného času                             | ---                            |
|     | INT 1bH         | Ctrl-Break                                                 | ---                            |
|     | INT 1cH         | Tik hodin                                                  | ---                            |
| A   | INT 1dH         | Parametry obrazovky                                        | ---                            |
| A   | INT 1eH         | Parametry diskety                                          | ---                            |
| A   | INT 1fH         | Grafické znaky                                             | ---                            |
| D   | INT 20H         | Ukončení programu                                          | ---                            |
| D   | INT 21H         | Služby DOSu                                                | ---                            |
| A   | INT 22H         | Ukončovací adresa                                          | ---                            |
| A   | INT 23H         | Adresa pro Ctrl-Break                                      | ---                            |
| A   | INT 24H         | Adresa rutiny pro kritickou chybu                          | ---                            |
| D   | INT 25H/26H     | Absolutní diskové vstupně-výstupní operace                 | ---                            |
| D   | INT 27H         | Ukončení a ponechání rezidentním                           | ---                            |
| D   | INT 28H         | Plánovač DOSu?                                             | ---                            |
| D   | INT 29H         | ???                                                        | ---                            |
| X   | INT 2aH         | Síťové služby IBM, NETBIOS atd...                          | ---                            |
|     | INT 2bH-2dH     | Rezervované DOSem                                          | ---                            |
| D   | INT 2eH         | Proveď příkaz DOSu                                         | ---                            |
| D   | INT 2fH         | Multiplexové přerušení                                     | ---                            |
| X   | INT 33H         | Myš                                                        | ---                            |
|     | INT 34H-3eH     | Emulace plovoucí čárky                                     | ---                            |
|     | INT 3fH         | Overlay a DLL                                              | ---                            |
|     | INT 40H         | Ovladač disket starších PC                                 | ---                            |
| A   | INT 41H         | Tabulka parametrů harddisku 0                              | ---                            |
|     | INT 42H         | Ovladač videa starších PC                                  | ---                            |
|     | INT 43H         | EGA/VGA tabulka uživatelského fontu                        | ---                            |
|     | INT 44H         | Grafické znaky                                             | ---                            |
| A   | INT 46H         | Tabulka parametrů harddisku 1                              | ---                            |
| X   | INT 47H         | Základní programové rozhraní pro SQL                       | ---                            |
|     | INT 4aH         | Uživatelský alarm                                          | ---                            |
|     | INT 50H         | Přetečení časovače                                         | ---                            |
|     | INT 5aH         | BIOS Cluster adaptéru                                      | ---                            |
|     | INT 5bH         | Použito Cluster adaptérem                                  | ---                            |
|     | INT 5cH         | NetBIOS                                                    | ---                            |
|     | INT 67H         | Ovladač expandové paměti (EMS)                             | ---                            |
|     | INT 6dH         | Rezervováno pro VGA                                        | ---                            |
|     | INT 70H         | IRQ8 - hodiny reálného času                                | ---                            |
|     | INT 71H         | IRQ9 - některé VGA karty                                   | ---                            |
|     | INT 72H         | IRQ10                                                      | ---                            |
|     | INT 73H         | IRQ11                                                      | ---                            |
|     | INT 74H         | IRQ12                                                      | ---                            |
|     | INT 75H         | IRQ13 - Chyba koprocesoru                                  | ---                            |
|     | INT 76H         | IRQ14 - Pevný disk AT                                      | ---                            |
|     | INT 77H         | IRQ15                                                      | ---                            |